# Пусарла Венката Синду
Пусарла Венката Синду (тел. పూసర్ల వెంకట సింధు; Хајдерабад, 5. јул 1995) индијска је бадминтонисткиња.
Једна је од најуспешнијих индијских спортисткиња са две олимпијске медаље и пет медаља са Светских првенстава. На Летњим олимпијским играма 2016. стигла је до финала где је изгубила од Каролине Марин. На Летњим олимпијским играма 2020. је освојила бронзану медаљу и тако постала прва Индијка са две олимпијске медаље.